# Кюзик
Кюзик (на английски: Cusick, буквени символи за произношение ) е град в окръг Панд Орей, щата Вашингтон, САЩ. Кюзик е с население от 212 жители (2000) и обща площ от 0,9 km². Намира се на 626 m надморска височина. ЗИП кодът му е 99119, а телефонният му код е 509.